# Огилви, Уильям
Уи́льям Оги́лви (англ. William Ogilvie, 7 апреля 1849 года,
Оттава — 13 ноября 1912 года, Виннипег) — известный канадский геодезист и первопроходец, второй комиссар Юкона.

## Ранние годы
Отец Уильяма Огилви был Джеймс Огилви из Белфаста, Ирландия, матерью — Маргарет Холлидей Огилви из Пиблс, Шотландия. Он получил образование в Оттаве и в возрасте 20 лет поступил на стажировки к известному геодезисту в Оттаве Роберту Спарксу. В 1872 году Уильям Огилви женился на сестре Роберта Мэри Анн Спаркс
Он получил свой патент 12 июля 1869 и занимался частной практикой последующие шесть лет, после чего поступил на службу к правительству доминиона Канада.

## Работа в канадских прериях
Большую часть работ Уильям Огилви провёл в канадских прериях. Он отметил на местных картах несколько населённых пунктов, резерваций, меридианов. Установил контуры многих рек и озёр.

## Работа в Юконе
В 1887 году Огилви приступил к определению канадско-американской границы с юга на север на Аляске. По соглашению между Россией и Великобританией, подписанному 28 февраля 1825 года, начиная с 56 градуса северной широты граница проходит по 141 градусу западной долготы на север.
Проведя серию наблюдений зимой 1888 года Огилви обнаружил, что граница, установленная США заходит вглубь канадской территории почти на 150 км.

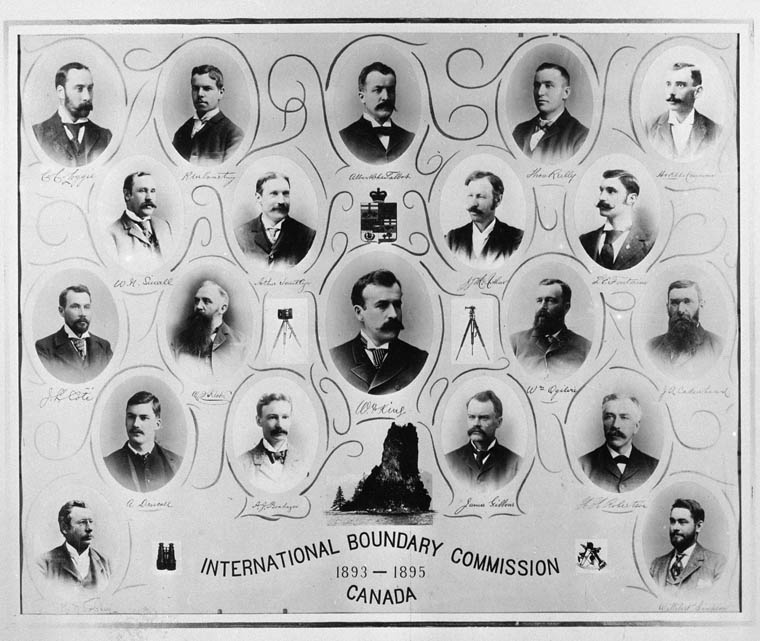
Международная комиссия по определению границы.

Построения Огилви неоднократно проверялись. В 1893 году была создана специальная международная комиссия по определению границы между Аляской и Юконом. Уильям Огилви был членом этой комиссии. В 1891 году Огилви был избран членом Королевского географического общества. Спустя почти двадцать лет совместные исследования астрономов США и Канады показали, что Огилви ошибся всего на несколько метров.
Во время своей первой экспедиции 1887 года Огилви познакомился с Джорджем Кармаком, который впоследствии обнаружит золото в ручье Бонанза-Крик, что стало началом клондайкской золотой лихорадки. Огилви понимал важное значение золота для региона и осознавал необходимость стабильного и сильного управления в этой потенциально нестабильной ситуации.
Во многом благодаря Огилви золотая лихорадка в Юконе не стала такой жестокой и бессистемной, какой она была на Аляске. В июле 1898 года Огилви встречался в Ванкувере с первым комиссаром Уолшем и уже 5 июля 1898 года он стал вторым комиссаром Юкона и занимал этот пост почти три года до 11 марта 1901 года.
После этого Огилви занялся частной практикой в штатах Техас и Аляска, а также на территории Юкон. В 1910 году он вновь был нанят правительством для определения уровня воды в реках Саскачеван и Нельсон.

## Увековечение памяти

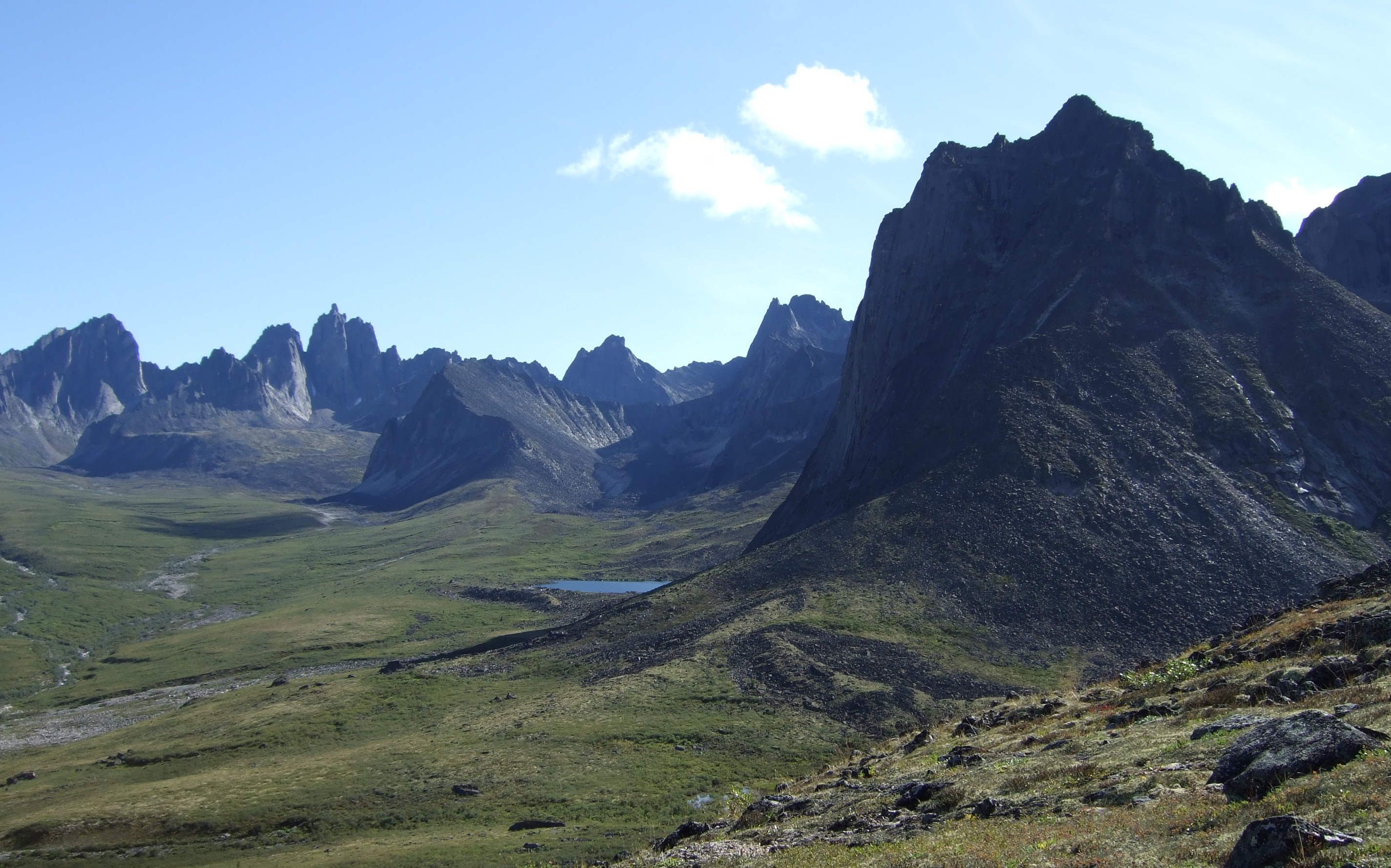
Горы Огилви.

После смерти Огилви газета «Свободная пресса Манитобы» («Manitoba Free Press») написала:
| Его имя — синоним правосудия, равенства и честности. Имея все возможности к обогащению, он покинул Юкон таким же как приехал туда, с бедными карманами и богатой репутацией. Оригинальный текст (англ.)His name, the synonym of justice, equality and fair dealing. With great opportunities to enrich himself, yet he came out of the Yukon as he had gone into it, poor in pocket but rich in reputation. |

В 1913 году после смерти Огилви была напечатана его книга «Early days on the Yukon», предисловие к которой написала вдова Огилви.
В 1966 году в честь Уильяма Огилви был назван горный хребет к северу от Доусона.